# FC Etar 1924 Veliko Tarnovo
FC Etar 1924 Veliko Tarnovo byl bulharský fotbalový klub z Velikeho Tarnova. Založen byl roku 2002. Zanikl roku 2013.

## Úspěchy
- B PFG
  - Vítěz (1): 2011-12
- V AFG
  - Vítěz (1): 2002-03

## Umístění
| Sezóna  | Soutěž      | Pořadí    | Poznámka |
| ------- | ----------- | --------- | -------- |
| 2002/03 | V AFG       | 1. místo  | postup   |
| 2003/04 | B PFG       | ?. místo  |          |
| 2004/05 | B PFG       | ?. místo  |          |
| 2005/06 | B PFG sk. B | 8. místo  |          |
| 2006/07 | B PFG sk. B | 6. místo  |          |
| 2007/08 | B PFG sk. B | 7. místo  |          |
| 2008/09 | B PFG sk. B | 13. místo |          |
| 2009/10 | B PFG sk. B | 5. místo  |          |
| 2010/11 | B PFG sk. B | 3. místo  |          |
| 2011/12 | B PFG sk. B | 1. místo  | postup   |
| 2012/13 | A PFG       | 15. místo | sestup   |

## Trenéři
| Jméno            | Nár.      | Od                | Do                | úspěchy =   |
| ---------------- | --------- | ----------------- | ----------------- | ----------- |
| Emil Dimitrov    | Bulharsko | května 2005       | června 2006       | –           |
| Stoyan Petrov    | Bulharsko | června 2006       | 25. června 2007   | –           |
| Velin Kefalov    | Bulharsko | 25. června 2007   | 6. října 2008     | –           |
| Sasho Angelov    | Bulharsko | 6. října 2008     | 23. prosince 2008 | –           |
| Nikolay Arnaudov | Bulharsko | 23. prosince 2008 | 21. září 2010     | –           |
| Velin Kefalov    | Bulharsko | 21. září 2010     | 30. června 2011   | –           |
| Georgi Todorov   | Bulharsko | 6. července 2011  | 12. prosince 2011 | –           |
| Tsanko Tsvetanov | Bulharsko | 30. prosince 2011 | 15. října 2012    | Vítěz B PFG |
| Dayat Serdar     | Turecko   | 22. října 2012    | 20. dubna 2013    | –           |
| Grigor Petkov    | Bulharsko | 28. dubna 2013    | 3. května 2013    | –           |
| Rumen Dankov     | Bulharsko | 4. května 2013    | 8. května 2013    | –           |